# Municipio de Novi Sad
El municipio de Novi Sad (serbio: Gradska opština Novi Sad; serbio cirílico: Градска општина Нови Сад) fue, entre 2002 y 2019, uno de los dos municipios urbanos que comprendía la ciudad de Novi Sad, en Voivodina (Serbia).
Se formó el 14 de junio de 2002 y comprendía la parte del territorio de la ciudad ubicada al norte del Danubio, quedando la parte meridional para el municipio de Petrovaradin; también pertenecían al municipio las pedanías que históricamente pertenecían a la región de Bačka. Novi Sad y Petrovaradin nunca llegaron a funcionar como municipios autónomos y el ayuntamiento centralizado de la ciudad seguía manteniendo casi todas las funciones administrativas, pero formaban parte del mapa oficial de municipios de Serbia y aparecían como tal en los censos. El 25 de marzo de 2019, ambos municipios urbanos fueron suprimidos y Novi Sad volvió a ser una ciudad-municipio.
En 2011, el municipio tenía una población de 307 760 habitantes, de los cuales 250 439 vivían en su parte urbana y el resto repartidos en diez pedanías.

## Pedanías
Además de la parte de la ciudad de Novi Sad ubicada al norte del Danubio, comprendía diez pedanías:
- Begeč
- Futog
- Veternik
- Rumenka
- Kisač
- Stepanovićevo
- Čenej
- Kać
- Budisava
- Kovilj